# Bunia
Bunia er hovedstaden i Ituri-provinsen i Den Demokratiske Republik Congo (DRC). Den var en del af den tidligere provins Orientale indtil provinsens opløsning i 2015.
Den ligger i en højde af 1.275 moh. på et plateau omkring 30 km vest for Albertsøen i Albertine Rift, og omkring 25 km øst for Ituriregnskoven.
Byen er centrum for Iturikonflikten (en) mellem Lendu og Hema. I den anden Congokrig var byen og området skueplads for mange kampe og der var mange civile dødsfald under konflikten og relaterede sammenstød mellem militser og Uganda-baserede styrker. Derfor blev byen base for en af Afrikas største FN-fredsbevarende styrker, MONUC og FNs hovedkvarter i det nordøstlige DRC. Blandt områdets naturressourcer er der guldminer, som militser og udenlandske styrker har kæmpet om.

## Transport
De vigtigste veje (grusveje), der forbinder den nordøstlige del af DR Congo med Kisangani mod vest og Butembo og Goma mod syd, passerer gennem Bunia, men de er i forfald og er praktisk talt ufremkommelige, især efter de hyppige regnskyl.
Bunia ligger kun 40 kilometer fra grænsen til Uganda, der går gennem Albertsøen, men der er ingen vejforbindelser over Great Rift Valley til de nærmeste ugandiske byer Toro og Fort Portal. I stedet når en grusmotorvej, der går mod nordøst, til Arua og Gulu nord for søen. Før krigen gjorde ruten ufremkommelig, var det den vigtigste handelsrute mellem DRC og Uganda, samt mellem DRC og Juba i Sydsudan, og Bunia var en vigtig markedsby, både for grænseoverskridende handel og intern handel.
Bunia har forbindelse tIl den lille havn Kasenyi ved Albertsøen via en 60 kilometer lang grusvej via Bogoro, som har en spektakulær og farlig 600-meters nedstigning af den vestlige skråning af Great Rift Valley. Kasenyi har en 155 meter lang anløbsbro, hvorfra der er bådtransport til Mahagi-havnen i den nordlige ende af søen, og med Butiaba og Ntoroko på østbredden af Albertsøen (ugandisk side) og Pakwach på Hvide Nil.
Bunia Lufthavn er af største betydning, iksær grundet vejenes dårlige tilstand og den totale mangel på jernbanetransport.

## Demografi
Bunia forventes, mellem 2020 og 2025, at være den ottende hurtigst voksende by på det afrikanske kontinent med en vækst på 5,63 %.

## Geografi
Mount Hoyo ligger 35 km sydvest for Bunia. Shari-floden løber langs den nordvestlige udkant af byen. Iturifloden løber omkring 35 km vest for Bunia. Sammenløbet af Shari og Ituri er omkring 45 kilometer syd-sydvest for Bunia.